# Жуо, Леон
Лео́н Жуо́ (фр. Léon Jouhaux; 1 июля 1879, Париж — 28 апреля 1954, там же) — реформистский деятель французского и международного профдвижения.

## Биография и политическая деятельность
Сын рабочего спичечной фабрики, Жуо пошёл работать на завод в 16-летнем возрасте, немедленно присоединившись к Всеобщей конфедерации труда (ВКТ). В 1909—1947 генеральный секретарь французской Всеобщей конфедерации труда. В начале XX века поддерживал анархо-синдикалистские «ультралевые» лозунги, в годы 1-й мировой войны 1914—1918 стал проводником политики «священного единения» и сотрудничества с буржуазией. Входил в состав французской делегации на Парижской мирной конференции 1919—20. Был членом Международного бюро труда при Лиге Наций.
В 1919—1940 годах — один из лидеров Амстердамского интернационала профсоюзов. Противник Великой Октябрьской социалистической революции и коммунистического движения. Выступал против создания единого рабочего фронта. Был среди подписавших Матиньонские соглашения 1936 года, закрепивших многие трудовые права с избранием Народного фронта. Во время Второй мировой войны был заключён нацистами в концлагерь Бухенвальд.
В 1947 году — один из организаторов раскола ВКТ и создания профессионального объединения «Форс увриер», который Жуо пытался противопоставить ВКТ. В 1947 году Жуо был избран председателем Экономического совета Франции, в 1949 — председатель Совета Европейского движения. На международной арене действовал в составе глобальных организаций Всемирная федерация профсоюзов и (после раскола последней) Международная конфедерация свободных профсоюзов

## Нобелевская премия
Нобелевская премия мира (1951).